# Isabel de Mecklemburgo-Güstrow
Isabel de Mecklemburgo-Güstrow (3 de septiembre de 1668 - 25 de agosto de 1738) fue una noble alemana miembro de la Casa de Mecklemburgo y por matrimonio duquesa de Sajonia-Merseburgo-Spremberg (durante 1692-1731) y de Sajonia-Merseburgo (durante 1731-1738).
Nacida en Güstrow, era la décima de los once hijos nacidos del matrimonio entre el duque Gustavo Adolfo de Mecklemburgo-Güstrow y Magdalena Sibila de Holstein-Gottorp. De sus diez hermanos, ocho alcanzaron la edad adulta: María (por matrimonio duquesa de Mecklemburgo-Strelitz), Magdalena, Sofía (por matrimonio duquesa de Wurtemberg-Oels), Cristina (por matrimonio condesa de Stolberg-Gedern), Carlos, príncipe heredero de Mecklemburgo-Güstrow, Eduviges (por matrimonio duquesa de Sajonia-Merseburgo-Zörbig), Luisa (por matrimonio reina de Dinamarca y Noruega) y Augusta.

## Vida
En Güstrow el 29 de marzo de 1692, Isabel se casó con el Príncipe Enrique de Sajonia-Merseburgo, cuarto hijo varón superviviente del Duque Cristián I. Dos años más tarde (1694), Enrique recibió la ciudad de Spremberg como su infantazgo, y tomó su residencia ahí.
El matrimonio produjo tres hijos, de los cuales uno alcanzó la edad adulta:
1. Mauricio, Príncipe Heredero de Sajonia-Spremberg (Spremberg, 29 de octubre de 1694 - Spremberg, 11 de abril de 1695).
2. Cristiana Federica (Spremberg, 17 de mayo de 1697 - Spremberg, 21 de agosto de 1722).
3. Gustava Magdalena (Spremberg, 2 de octubre de 1699 - Spremberg, 3 de octubre de 1699).

Isabel se convirtió en Duquesa de Sajonia-Merseburgo en 1731 después de que su marido heredara los dominios principales de la familia como último miembro varón superviviente. Ella murió en Doberlug en 1738, a la edad de 69 años, habiendo sobrevivido a su marido por un mes. Fue enterrada en la Catedral de Merseburgo.